# Jeffrey Parazzo
Jeffrey Parazzo (Toronto, Canadá; 29 de marzo de 1978) es un actor canadiense.  

## Biografía⁣

### Primeros años⁣
Jeffrey asistió a la escuela secundaria en Oakville, donde actuó en varias obras de teatro. Después de la escuela secundaria, Jeff se trasladó a Toronto, donde comenzó a actuar en teatro local. 

### Carrera
Ha aparecido en muchos comerciales de televisión. Después de algunos pequeños papeles en el cine y la televisión, en 2004 Jeff apareció en la serie de televisión Power Rangers Dino Thunder (producida en Auckland, Nueva Zelanda) interpretando a Trent Fernández, White Dino Ranger. 
Más tarde hizo la voz de Tommy Oliver (Black Dino Ranger) en el capítulo "Agujero de Gusano", de la serie Power Rangers S.P.D. En 2006, Jeff apareció en "Shoot 'Em Up" protagonizada por Clive Owen y Monica Bellucci. Pocos meses después, apareció en la película canadiense "Fragmento Tardío".
Años después apareció en Power Rangers Ninja Steel, en un capítulo especial donde hizo su última aparición como el White Dino Ranger.